# Tossal d'en Quadret
El Tossal d'en Quadret és una muntanya de 348 metres que es troba al municipi de Batea, a la comarca de la Terra Alta.
Al cim podem trobar-hi un vèrtex geodèsic (referència 243138001).